# إيملي باتريك
إيملي باتريك (بالإنجليزية: Emily Patrick)‏ هي رسامة بريطانية، ولدت في 4 أكتوبر 1959.